# Děkanát Šumperk
Děkanát Šumperk je územní část olomoucké arcidiecéze. Tvoří ho 16 farností. Děkanem je P. Slawomir Sulowski. V děkanátu působí 9 diecézních kněží. 

## Znak děkanátu

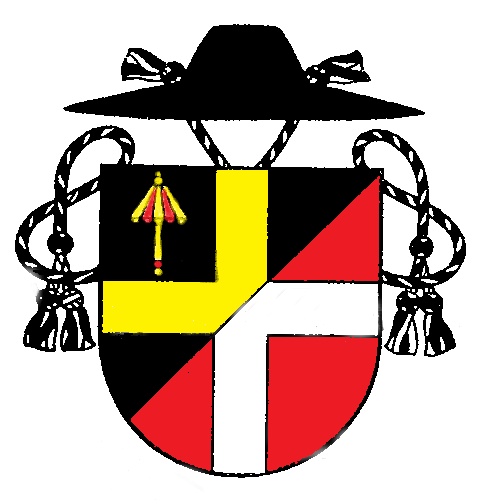
Znak děkanátu Šumperk

Štít šikmo černo-stříbrně dělený, přes něj kříž na černém zlatý a na červeném stříbrný. V první čtvrti červeno-zlatý bazilikální slunečník.
Kříž i část barev (černo-zlatá) je převzat ze znaku litomyšlské diecéze, protože do poloviny 16. století celé území děkanátu patřilo k této diecézi. Červeno-stříbrná barva je převzata z barev olomoucké arcidiecéze, k níž děkanát patří dnes. Děkanský kostel v Šumperku je kostelem přiřazeným k lateránské arcibazilice (ecclesia aggregata Archibasilicae Lateranensi), proto je v první čtvrti štítu bazilikální slunečník.

## Farnosti děkanátu
Vznik šumperského děkanátu je porvé doložen v roce 1350, kdy připadl litomyšlské diecézi. Souvislá řada děkanů začíná rokem 1668, kdy byl děkanem Kryštof Alois Lautner.  Ještě v roce 1977 měl děkanát 32 farností, které však byly po roce 1990 slučovány, čtyři farnosti (Libina, Oskava, Bedřichov, Mladoňov) byly přesunuty do šternberského děkanátu. V současné době má děkanát 16 farností.
| Farnost                   | Správce                                    | Farní kostel                |
| ------------------------- | ------------------------------------------ | --------------------------- |
| Bludov                    | R.D. Mgr. Otto Sekanina                    | svatého Jiří                |
| Bohdíkov                  | ex currendo z Rudy nad Moravou             | svatého Petra a Pavla       |
| Branná                    | ex currendo ze Starého Města pod Sněžníkem | svatého Michaela archanděla |
| Bratrušov                 | ex currendo ze Šumperka                    | Všech svatých               |
| Dolní Studénky            | ex currendo ze Šumperka                    | svatého Linharta            |
| Hanušovice                | R. D. Mgr. Artur Andrzej Górka             | svatého Mikuláše            |
| Loučná nad Desnou         | ex currendo z Velkých Losin                | svatého Cyrila a Metoděje   |
| Malá Morava               | ex currendo z Hanušovic                    | Nanebevzetí Panny Marie     |
| Nový Malín                | ex currendo z Bludova                      | Narození Panny Marie        |
| Rapotín                   | ex currendo ze Šumperka                    | Nanebevzetí Panny Marie     |
| Raškov                    | ex currendo z Rudy nad Moravou             | svatého Jana Křtitele       |
| Ruda nad Moravou          | R.D. Mgr. Michal Stanislaw Krajewski       | svatého Vavřince            |
| Sobotín                   | ex currendo z Velkých Losin                | svatého Vavřince            |
| Staré Město pod Sněžníkem | R.D. ThLic. Piotr Grzybek                  | svaté Anny                  |
| Šumperk                   | 'R.D. Mgr. Slawomir Sulowski               | svatého Jana Křtitele       |
| Velké Losiny              | R.D. Mgr. Milan Palkovič                   | svatého Jana Křtitele       |

Pro farnosti děkanátu Šumperk vychází měsíčník Tamtam. 